# Lista de condados da Pensilvânia

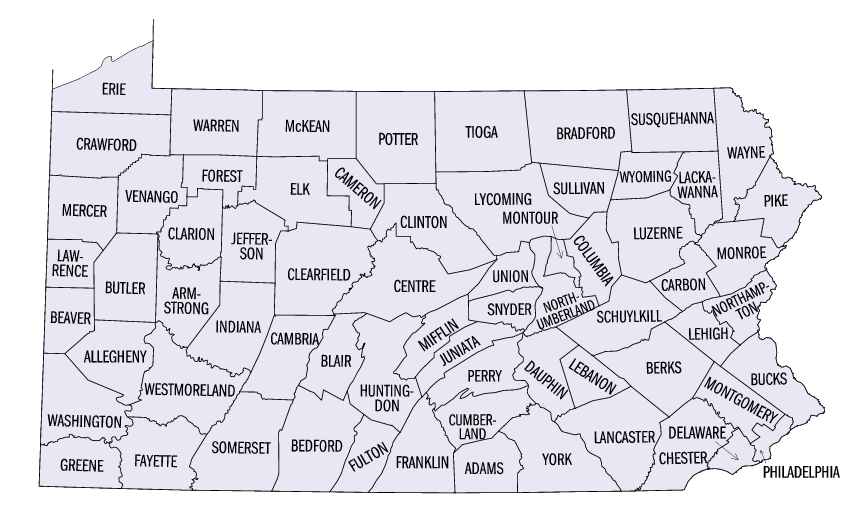
Mapa dos condados da Pensilvânia

A seguir, lista dos 67 condados da Pensilvânia, Estados Unidos.
| - Adams - Allegheny - Armstrong - Beaver - Bedford - Berks - Blair - Bradford - Bucks - Butler - Cambria - Cameron - Carbon - Centre - Chester - Clarion - Clearfield | - Clinton - Columbia - Crawford - Cumberland - Dauphin - Delaware - Elk - Erie - Fayette - Filadélfia - Forest - Franklin - Fulton - Greene - Huntingdon - Indiana - Jefferson | - Juniata - Lackawanna - Lancaster - Lawrence - Lebanon - Lehigh - Luzerne - Lycoming - McKean - Mercer - Mifflin - Monroe - Montgomery - Montour - Northampton - Northumberland - Perry | - Pike - Potter - Schuylkill - Snyder - Somerset - Sullivan - Susquehanna - Tioga - Union - Venango - Warren - Washington - Wayne - Westmoreland - Wyoming - York |